# آیلین داشدلن
آیلین داشدلن (ترکی استانبولی: Aylin Daşdelen؛ زادهٔ ۱ ژانویهٔ ۱۹۸۲) وزنه‌بردار اهل ترکیه است.
وی در مسابقات کشوری و بین‌المللی در مجموع برندهٔ ۷ مدال طلا، ۵ مدال نقره، ۲ مدال برنز شده‌است.